# Keri Hilson
Keri Lynn Hilson (5. prosinca 1982.) je američka R&B pjevačica i tekstopisac. Članica je producentskih kuća Zone 4, Mosley Music Group i Interscope Records. Također je članica kolektiva tekstopisaca i producenata poznatog kao The Clutch.

## Životopis
Keri Hilson počela je pisati pjesme za druge izvođače od 2001. godine, uključujući Britney Spears, Ciaru, Ushera i Ludacrisa.
Na scenu se ponovo vraća 2006. godine u videu Nelly Furtadinog singla "Promiscuous". U međuvremenu postala je članicom novoosnovane Timbalandove producentska kuće Mosley Music Group, te su tada počeli raditi na njenom prvom albumu In a Perfect World... koji je objavljen 24. ožujka 2009. godine. Iste godine (2006.) sudjelavala je na Diddyjevom albumu Press Play u pjesmi "After Love", te na Lloyd Banksovom albumu Rotten Apple u pjesmi "Help".
U 2007. godini sudjelovala je na Timbalandovom samostalnom albumu Timbaland Presents Shock Value u pjesmama "The Way I Are", "Scream", "Miscommunication" i "Hello". Također je sudjelovala u dva albuma od Britney Spears, Blackout i Circus.
Dvije godine poslije, 2009. godine, ponovo se pojavljuje uz D.O.E.-a kao gost na trećem Timbalandovom albumu Shock Value II u pjesmi "The One I Love".

## Albumi
- 2009.: In a Perfect World...
- 2010.: No Boys Allowed

## Nagrade
Od 18 nominacija za razne prestižne nagrade Keri Hilson je osvojila 6 nagrada:
- BET
  - 2009.: Najbolji novi izvođač
- Image
  - 2010.: Istaknuti novi izvođač
- MOBO
  - 2009.: Najbolji R&B/Soul izvođač
- Soul Train
  - 2009.: Najbolji novi izvođač
  - 2009.: Najbolja suradnja "Knock You Down"
- Teen Choice Awards
  - 2007.: Najbolja Rap pjesma "The Way I Are" s Timbalandom

## Vanjske poveznice
- Službena stranica
- Keri Hilson na Twitter-u
- Keri Hilson na YouTube-u
- Keri Hilson na Allmusic-u
- Keri Hilson na Internet Movie Database-u